# Obrium coomani
Obrium coomani es una especie de escarabajo longicornio del género Obrium, categorizada en la tribu Obriini, de la subfamilia Cerambycinae. Fue descrita por Pic en 1927.

## Descripción
Mide 4 mm de longitud.

## Distribución
Se distribuye por Vietnam.